# 성유

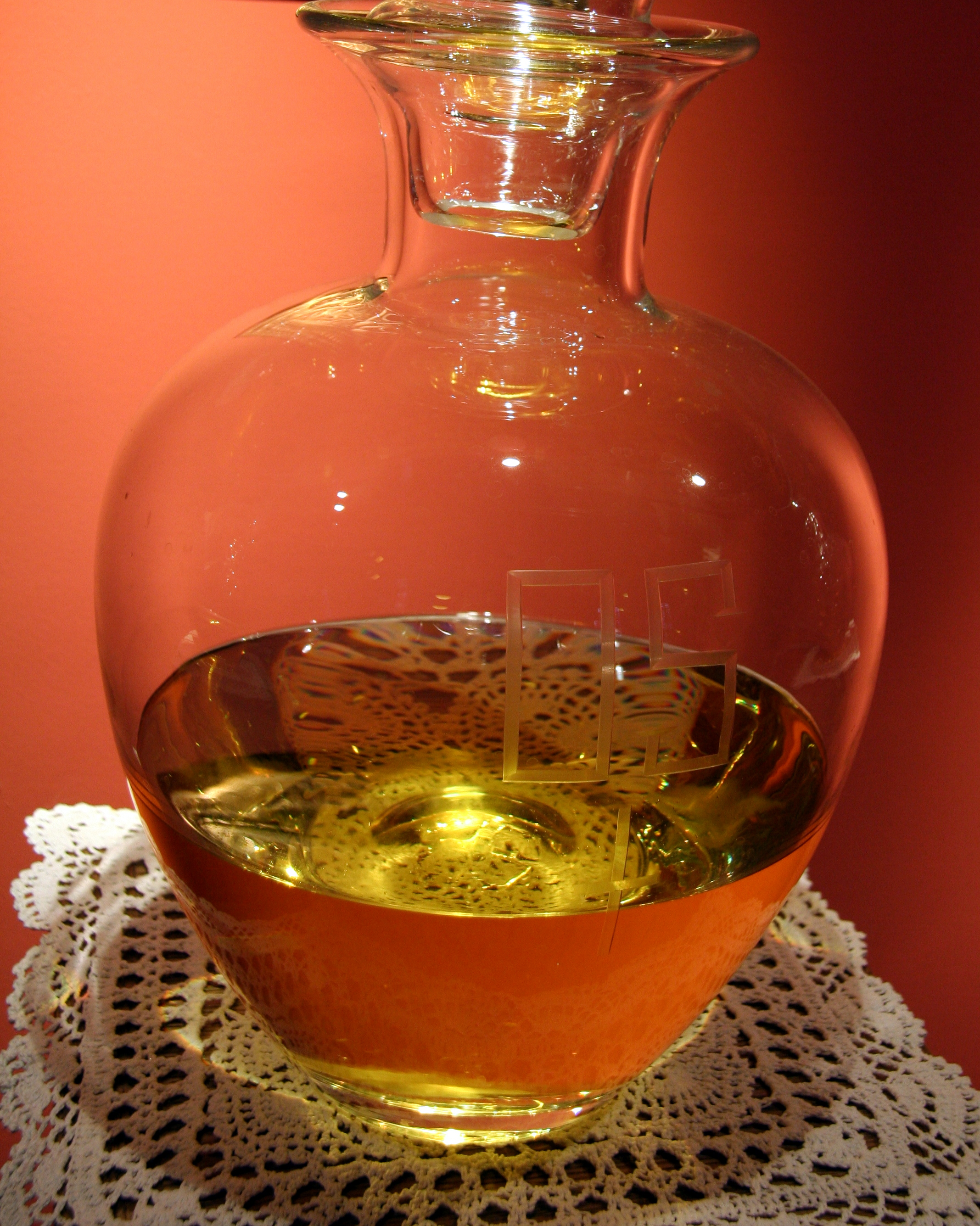
성유를 담은 병

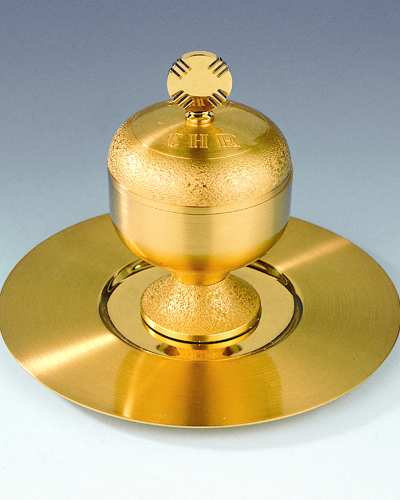
성유 그릇. 새겨진 글자는 S. CHR.(S. Chrisma)이므로 축성 성유를 가리킨다.

성유(聖油, 헬라어 : chrisma →바르는 기름(도유), christos →기름부음 받은 자)는 기독교에서 성사 집전 시 사용되는 기름을 의미한다. 대체로 올리브기름이 이용되며 더 좋은 향을 위하여 발삼 전나무로 만든 기름이 추가되기도 한다. 이러한 성유 사용은 야고보의 편지에 나오는 것에서 알 수 있듯이, 병자성사 등에 전통적으로 사용된다. 다만, 개신교의 경우에는 성공회와 루터교 등 일부만이 성유를 쓰고 있다.

## 성유를 사용하는 성사
- 견진성사
- 세례성사(영세성사)
- 조병성사(병자성사)
- 신품성사
- 주교품